# Plaque eurasiatique
La plaque eurasiatique, plaque eurasienne ou plaque Eurasie, est une plaque tectonique de la lithosphère de la Terre. Sa superficie est de 1,1963 stéradians. On y associe généralement les plaques adriatique, de la mer Égée, anatolienne, de l'Amour, du Yangtsé, d'Okinawa, de la Sonde, birmane, de Timor, de la mer de Banda et de la mer des Moluques.

## Caractéristiques
Elle couvre :
- le Rif marocain ;

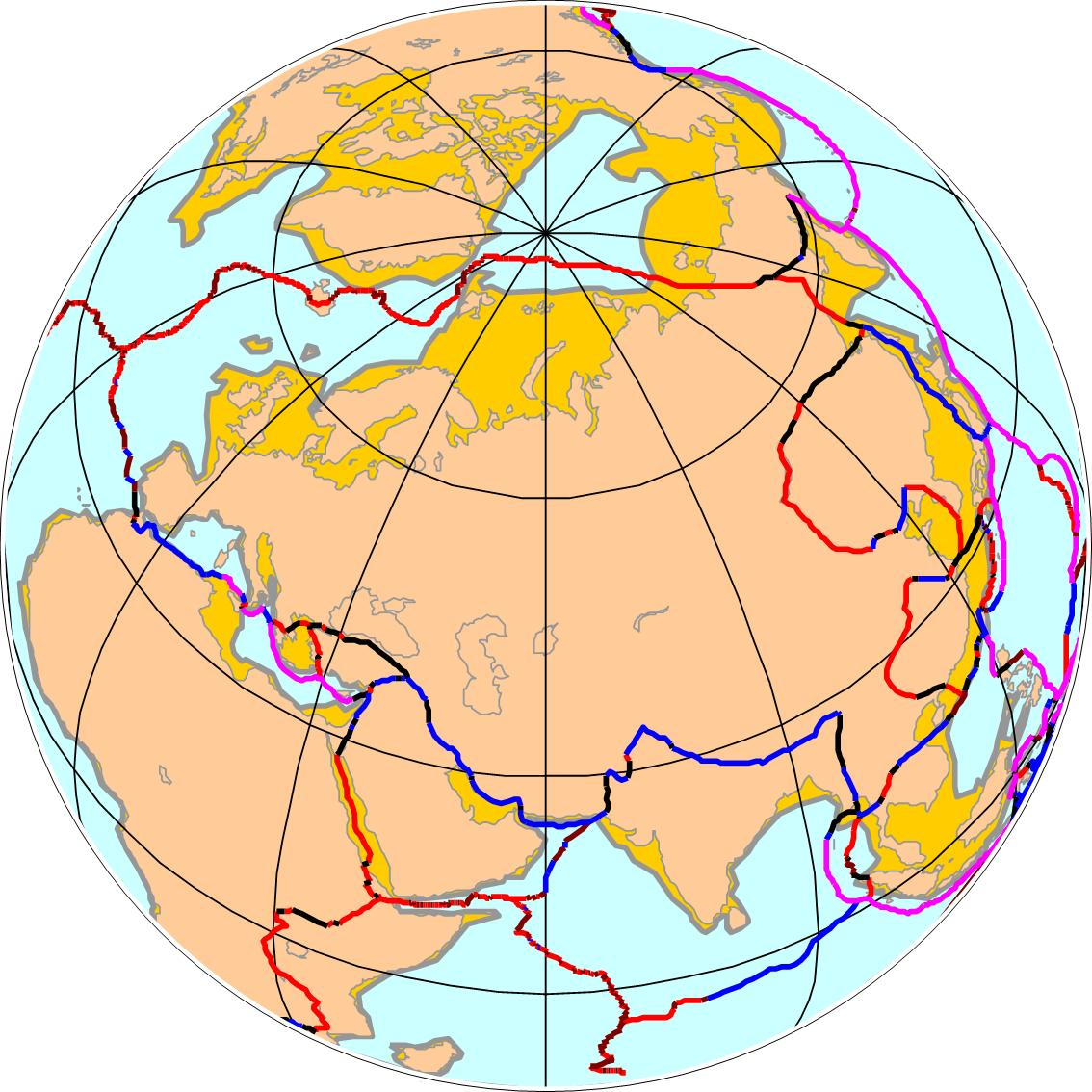
Carte en projection orthographique de la plaque eurasiatique.

- la majorité de l'Europe à l'exception de l'ouest de l'Islande, de la Sicile, d'une partie des îles Éoliennes, du sud de la Grèce (Péloponnèse, Attique et Eubée), des Cyclades, des Sporades et du Dodécanèse ;
- la majorité de l'Asie, hormis l'Anatolie, l'Arabie, les plaines pakistanaises, indiennes, bengalaises et birmanes, le Sri Lanka, les Maldives, le sud de la péninsule indochinoise, l'insulinde, les Philippines, le sud-est de la Chine, Taïwan, les îles japonaises, la péninsule de Corée, Sakhaline, la Mandchourie, l'est de la Mongolie, l'extrême sud-est et l'extrême est de la Sibérie ;
- l'est de l'océan Atlantique Nord, le bassin occidental de la mer Méditerranée, la mer Adriatique, le nord de la mer Égée, la mer Noire, le nord de la mer d'Arabie, le nord-ouest de la mer de Chine méridionale, la mer Jaune, le golfe de Bohai, l'extrême nord-ouest de la mer d'Okhotsk, la partie orientale de l'océan Arctique.

La plaque eurasiatique est en contact avec les plaques nord-américaine, africaine, de la mer Égée, anatolienne, arabique, indienne au niveau de la suture du Tsang Po, birmane, de la Sonde, du Yangtsé, de l'Amour et d'Okhotsk.
Ses frontières avec les autres plaques sont formées de la dorsale médio-atlantique dans l'océan Atlantique et de la dorsale de Gakkel dans l'océan Arctique.
Le déplacement de la plaque eurasiatique se fait vers le nord-est en Europe à une vitesse d'environ 7 millimètres par an et vers le sud-est en Asie à une vitesse d'environ 14 millimètres par an ou encore à une vitesse de rotation de 0,8591° par million d'années selon un pôle eulérien situé à 61°07' de latitude nord et 85°82' de longitude ouest (référentiel : plaque pacifique).

## Sources
- (en) Peter Bird, An updated digital model of plate boundaries, vol. 4, Geochemistry Geophysics Geosystems, 14 mars 2003 (DOI 10.1029/2001GC000252, Bibcode 2003GGG.....4.1027B, lire en ligne)
- (en) « Speed of the Continental Plates : An educational, fair use website », sur hypertextbook.com
- (fr)(SONEL) Estimation des vitesses horizontales des plaques tectoniques